# Мюнхенський кінофестиваль

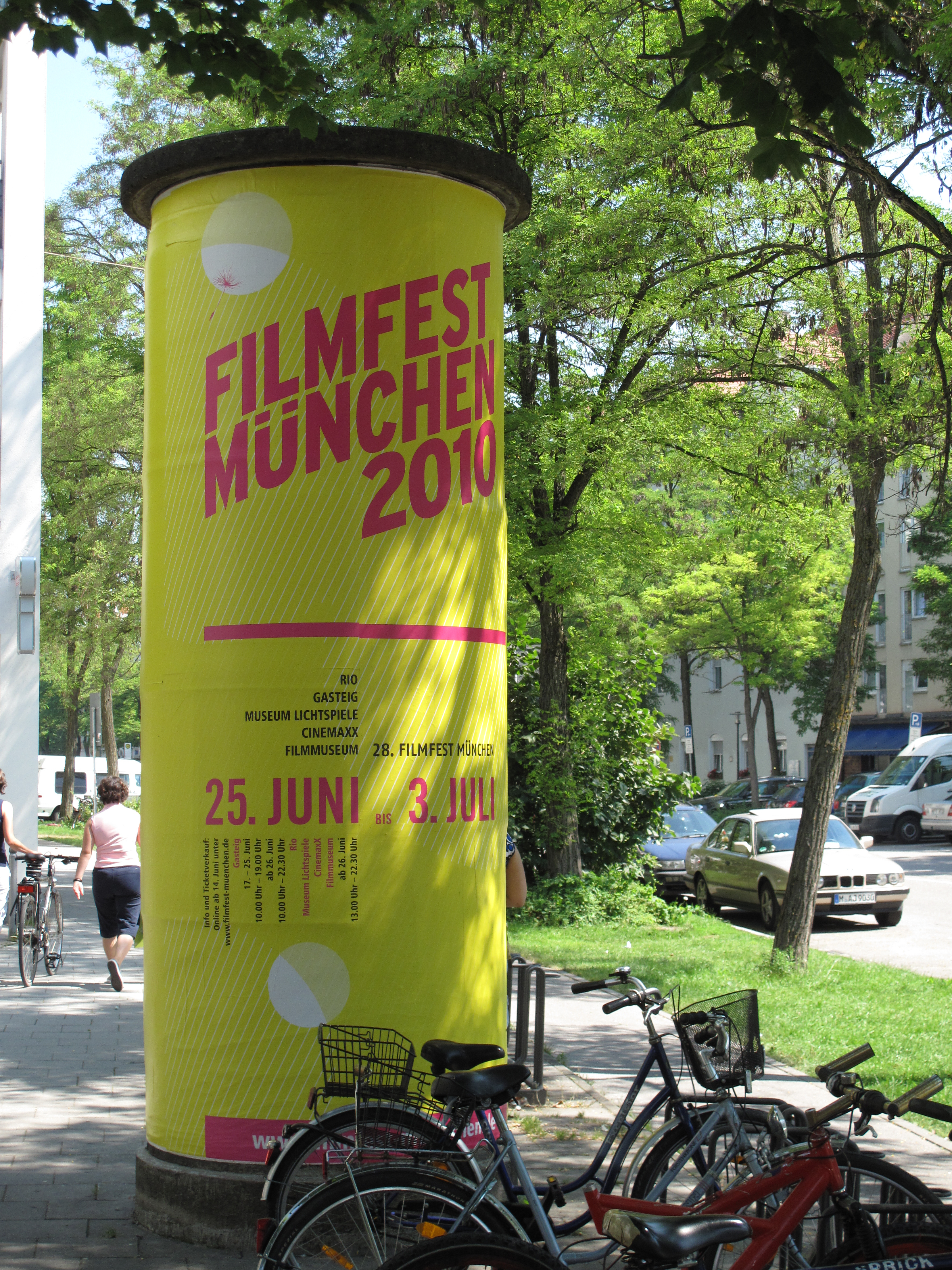
Афіша Мюнхенського кінофестивалю 2010 року

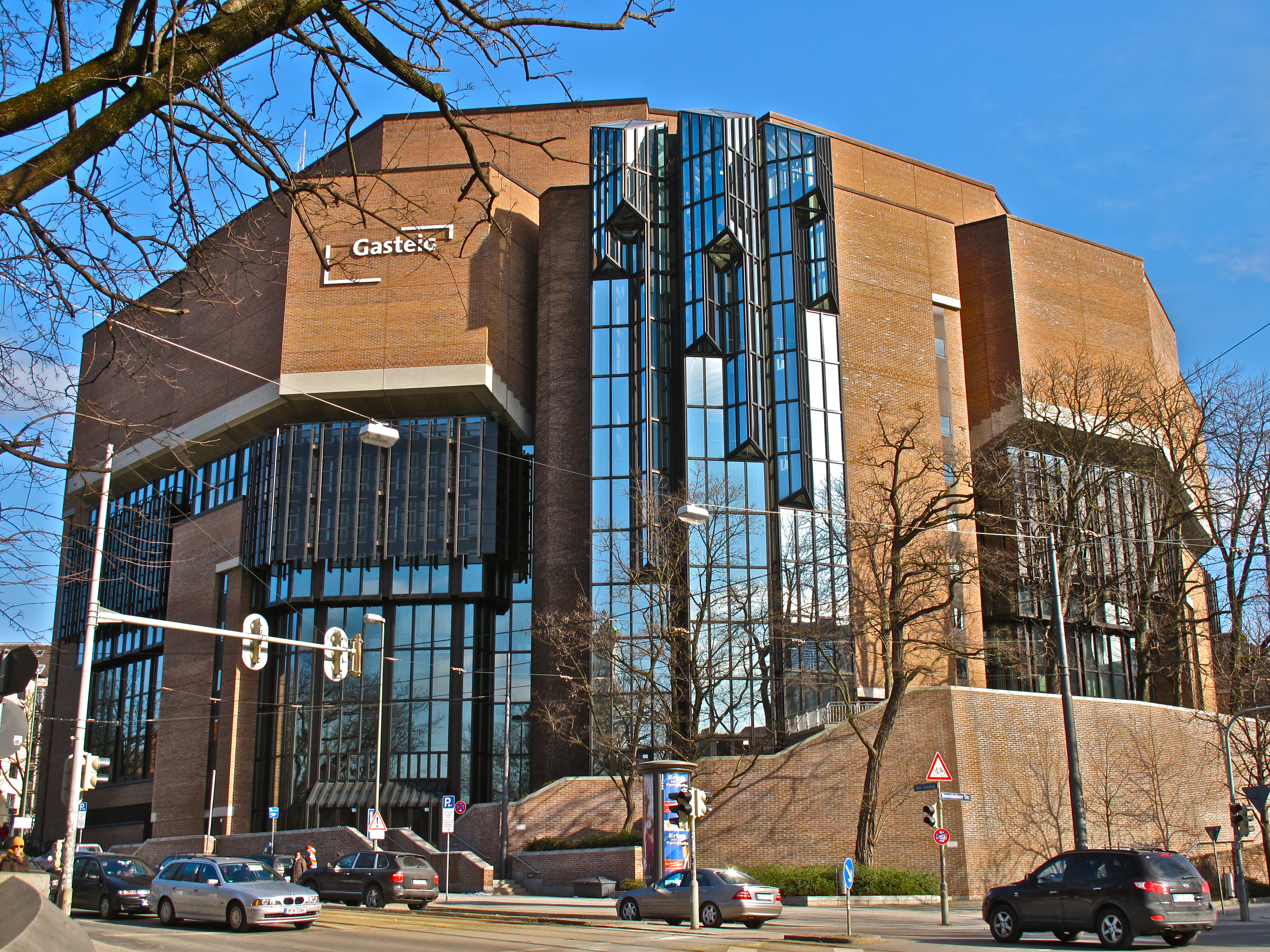
Культурний центр Гастайґ
у Мюнхені. 2011

Мюнхенський кінофестиваль (нім. Filmfest München) — другий за величиною та значенням, після Берлінського, щорічний літній міжнародний кінофестиваль у Німеччині, який триває десять днів. Наприкінці червня — на початку липня кожного року у конкурсній програмі беруть участь художні, повнометражні документальні, короткометражні та телевізійні фільми з цілого світу. Фестиваль є також творчим майданчиком для зустрічі представників кіноіндустрії та кінематографічної преси. Перший кінофестиваль відбувся в 1983 році.
Після урочистого відкриття в кінопалаці «Матгезер» фестивальні фільми демонструються у всіх центральних кінозалах міста. У Мюнхенському кіномузеї , кінотеатрі «Зендлінгерська брама», культурному центрі «Гастайґ», у Мюнхенському університеті телебачення та кіно та інших. Переможці фестивалю нагороджуються призами на суму понад 150 000 €, які подаровані головними спонсорами і партнерами фестивалю.

## Нагороди
- Нагорода CineMerit (англ. CineMerit Award) — заснована у 1997 році. Призначається для вшанування видатних особистостей у міжнародному співтоваристві кінематографістів за значний внесок у кіно як вид мистецтва.
- Нагорода ARRI/OSRAM (англ. ARRI/OSRAM Award, до 2010 нагорода ARRI-ZEISS, до 2012 року — нагорода ARRI) складає суму 50 000 € за найкращий фільм. Рішення приймає незалежне журі в складі трьох членів.
- Нагорода CineVision (англ. CineVision Award) — заснована у 2007 році. Сума нагороди — 12 000 € і призначена для підтримки молодих іноземних режисерів за фільм, що відзначається своїм інноваційним характером і відкриває естетично нові шляхи.
- Премія нового німецького кіно (нім. Förderpreis Neues Deutsches Kino) — премія 70 000 € спонсорується Німецьким центральним банком (Deutsche Zentral Bank), Баварським фільмом (Bavaria Film) і Баварським радіо (Bayerischer Rundfunk). Премією нагороджуються найкращі молоді кінематографісти нового німецького кіно у категоріях найкращий режисер, сценарій, актор і акторка.
- Приз «Одне майбутнє» (англ. One Future Preis) — нагорода, яку присуджує академія Interfilm Akademie, München з 1986 року. Призом нагороджують фільми, які з етичного та естетичного погляду показують, що наш світ має одне спільне майбутнє.